# Charles Lanrezac
Charles Louis Marie Lanrezac (Pointe-à-Pitre, 31 luglio 1852 – Neuilly-sur-Seine, 18 gennaio 1925) è stato un generale francese.

## Biografia
Charles Louis Marie Lanrezac nasce a Pointe-à-Pitre, in Guadalupa, il 31 luglio 1852, rampollo di una famiglia della piccola nobiltà tolosana, i de Quinquiry d'Olive, emigrati ad Amburgo durante il periodo del Terrore, seguente alla Rivoluzione francese. Suo padre, Auguste Lanrezac, era ufficiale della fanteria di marina. Per poter studiare Charles Lanrezac ricevette una borsa di studio dal Prefetto della Manica, mentre suo padre era di guarnigione a Cherbourg.
Frequentò il Prytanée national militaire di La Flèche, passando poi all'Ecole impériale spéciale militaire de Saint-Cyr nel settembre 1869, classificandosi 75º su 250 ammessi. Come sottotenente ricevette la sua prima destinazione nel 1870, assegnato al 13º Reggimento di fanteria. Durante la guerra franco-prussiana, si ritrovò assegnato al XV Corpo d'armata, appartenente all'Armée de la Loire. Partecipò al combattimento di Coulmier, il 9 novembre 1870, e poi ai combattimenti attorno ad Orléans, il 24 novembre. Il suo comportamento gli valse la promozione al grado di tenente a titolo provvisorio e la Croce di Cavaliere della Legion d'onore. Nel gennaio 1871, il suo Corpo d'armata raggiunse l'Armée de l'Est del generale Charles Denis Bourbaki con la missione di liberare Belfort e prendere i prussiani alle spalle in Alsazia. Partecipa ai combattimenti attorno a Héricourt dal 15 al 17 gennaio, portandosi poi su Besançon per proteggere la ritirata dell'Armata, sfuggendo all'internamento in Svizzera, e combattendo infine a Larnod il 20 gennaio.
Alla fine della guerra riprende i suoi studi presso l'École spéciale militaire de Saint-Cyr, al termine dei quali viene assegnato al 30º Reggimento di fanteria di Annecy. Viene promosso capitano il 21 febbraio 1876 e trasferito al 24º Reggimento di fanteari a Parigi. Ottiene il brevetto di ufficiale di Stato maggiore nel 1879. Viene nominato professore aggiunto d'arte militare presso l'École spéciale militaire di Saint-Cyr, passando poi cinque anni in Tunisia in seno alla brigata d'occupazione, appartenente al 113º Reggimento di fanteria. Al suo ritorno in patria diviene professore di tattica presso l'École supérieure de guerre, ed è promosso maggiore (chef de bataillon) nel luglio 1892. Nel 1898 viene promosso tenente colonnello e nominato direttore degli studi dell'École supérieure de guerre. Nel 1901 viene promosso colonnello e assume il comando del 119º Reggimento di fanteria.
Nel marzo 1906 diviene comandante ad interim della 43ª Brigata di fanteria a Vannes, e fu promosso generale di brigata nel giugno dello stesso anno. Professore, poi comandante in seconda, dell'École de Guerre, Charles Lanrezac fu uno dei più fini strateghi, ma anche il meno ascoltato, alla vigilia della prima guerra mondiale. Si oppose all'uso sistematico e predeterminato dell'offensiva ad oltranza e preconizzò un ricorso più frequente alla manovra ragionata, così motivando: Se ogni comandante di unità subordinata ha il diritto di lanciarsi a testa bassa contro il primo avversario che gli capita a tiro, il comandante in capo è impossibilitato ad esercitare la minima azione direttiva. Si attribuisce a lui la formula: Attaquons, attaquons...comme la lune!. Nel 1911 viene promosso generale di divisione, e nel 1912 è elevato al rango di generale di corpo d'armata, assumendo il comando dell'XI Corpo d'Armata di Nantes.
Nell'aprile 1914 sostituisce il generale Joseph Simon Gallieni alla testa della 5ª Armata (di mobilitazione) francese, prendendo il suo posto anche all'interno del Supremo Consiglio di Guerra. Tale Armata, forte di ben cinque Corpi d'armata, in base al Piano XVII elaborato dal generale Joseph Joffre era posizionata all'estrema ala sinistra dello schieramento francese. Il suo comando era indubbiamente il più difficile del fronte occidentale, in quanto doveva incontrate l'ala destra avvolgente dell'esercito tedesco che travolse rapidamente la resistenza dell'esercito belga, cooperando nel contempo con la British Expeditionary Force britannica posizionata sul suo fianco sinistro.
Allo scoppio delle ostilità, Lanrezac tentò insistentemente di attirare l'attenzione del generalissimo Joffre sul pericolo di una penetrazione tedesca a nord della Mosa e della Sambre attraverso il Belgio. Joffre credeva che l'esercito francese dovesse eseguire il Piano XVII indipendentemente da quello che potesse succedere in Belgio, ma Lanrezac finì per convincerlo e poté portare le proprie truppe (290.000 uomini) sul fronte di Charleroi.
I rapporti con il comandante della British Expeditionary Force, generale Sir John French, furono pessimi per colpa di un infausto incontro avvenuto tra i due a Rethel, il 17 agosto. French tentò di colloquiare in francese, pur non conoscendo bene la lingua, e quando chiese se i tedeschi erano stati avvistati a Huy, mentre stavano attraversando il fiume, il suo tentativo di pronunciare il nome "Huy" portò Lanzerac ad esclamare, esasperato, che i tedeschi probabilmente erano andati a pescare. Non ci fu solo la reciproca antipatia, French credette che il generale francese stesse per avanzare ulteriormente, mentre in realtà Lanzerac voleva ripiegare dalla sua posizione dietro l'angolo formato dai fiumi Sambre e Mosa, ma ciò gli era stato vietato da Joffre.
Durante la battaglia di Charleroi, nell'agosto di quello stesso anno, ebbero luogo numerosi scontri in varie località (Tamines, Arsimont, Châtelet, Gozée, Thuin, Lobbes) e l'impreparazione dell'esercito francese fu innegabile, specialmente notandosi l'assenza di artiglieria pesante, già segnalata dal suo predecessore Gallieni. Lanrezac si rese conto dello stato delle cose, ossia che la sua armata rischiava di essere accerchiata da tre armate tedesche (che si muovevano secondo il Piano Schlieffen, e nel corso dei combattimenti attorno a Thuin, il 23 agosto, prese la decisione, in disaccordo con Joffre, di ordinare la ritirata alla propria armata. Nelle prime ore del 24 agosto (subito dopo la battaglia di Mons) anche il B.E.F. fu costretto a ripiegare dalla notizia che l'armata di Lanzerac si stava ritirando, il che disgustò Sir John French. Questi movimenti portarono al ripiegamento anche la 3ª e 4ª Armata francese dopo essere state sconfitte rispettivamente a Virton e Neufchâteau
La mattina del 26 agosto, mentre il II Corpo d'armata del B.E.F. era impegnato in battaglia presso Le Cateau, il generale French ebbe un incontro, apertamente ostile, con Joffre e Lanzerac a St Quentin. French si lamentò apertamente del comportamento di Lanzerac, a cui il generale francese diede una risposta vaga e accademica. Joffre rimase con il generale inglese per il pranzo (ma Lanzerac si rifiutò di farlo). Dopo la partenza di Lanrezac l'atmosfera migliorò e Joffre confessò al generale inglese che anche lui era insoddisfatto del comportamento del suo subordinato Nonostante l'incontro con Joffre, French rifiutò il permesso al generale Douglas Haig di unirsi ad un attacco di Lanzerac, che scrisse di lui "di cattivo umore e codardo". Inoltre il B.E.F. non partecipò all'attacco diretto da Lanzerac contro la 2ª Armata tedesca a Guise, il 29 agosto. Ciò causò l'intervento della 1ª Armata tedesca che abbandonò temporaneamente l'attacco contro Parigi, deviando sulla sinistra della direzione di marcia ed intervenendo in aiuto della 2ª Armata gravemente impegnata. Joffre trascorse la mattina dell'attacco con Lanzerac, prima di partire per un incontro pomeridiano con French.
Lanrezac fu silurato il 3 settembre 1914 e rimpiazzato da Franchet d'Esperey.
Oggigiorno è generalmente ritenuto che la sua decisione del 23 agosto permise la salvezza dell'armata, la quale dopo aver dato un serio scacco ai tedeschi a Guise si rese protagonista della vittoria francese alla Prima battaglia della Marna alcune settimane dopo. In effetti la 2ª Armata tedesca (von Bülow) dovette cambiare il suo asse di movimento da sud-ovest a sud-est per inseguire la 5ª Armata francese in ritirata. La 1ª Armata tedesca (von Klück) lanciata su Amiens dovette eseguire una conversione di 90° gradi per garantire la sicurezza del fianco di von Bülow. Parigi non fu più sul passaggio dell'avanzata a falce del Piano Schlieffen. La 6ª Armata francese (generale Maunoury) poté lasciare la difesa di Parigi, a stabilirsi sul fianco di von Kluck colpendolo proprio sulla Ourcq (primo combattimento della battaglia della Marna).
Amareggiato dalla sostituzione Lanrezac rifiutò nel 1917 il posto di maggior generale dell'esercito che gli propose Paul Painlevé, allora ministro della guerra. Dopo la guerra pubblicò un pamphlet contro Joffre. Poco tempo prima di morire, ricordando quel doloroso periodo Lanrezac scrisse: Al posto del generale Joffre, avrei agito come lui; non avevamo lo stesso modo di vedere le cose, né del punto di vista tattico, né del punto di vista strategico; non potevamo intenderci.... ero molto deciso a non attaccare il generalissimo, perché non avevo il diritto di giudicare i suoi atti sulle altre parti del campo di battaglia. Il 29 agosto 1924 il Maresciallo Philippe Pétain, decorandolo con la Gran Croce dell'Ordine della Legion d'Onore, lo riabilitò pienamente. Si spense a Neuilly-sur-Seine il 18 gennaio 1925.